# Dendryphantes
Dendryphantes  (лат.) — род аранеоморфных пауков из подсемейства Dendryphantinae в семействе пауков-скакунов (Salticidae). Встречаются повсеместно, за исключением Австралии, Океании и соответственно Антарктиды.

## Список видов
- Dendryphantes aethiopicus Wesolowska & Tomasiewicz, 2008 — Эфиопия
- Dendryphantes amphibolus Chamberlin, 1916 — Перу
- Dendryphantes andinus Chamberlin, 1916 — Перу
- Dendryphantes arboretus Wesolowska & Cumming, 2008 — Зимбабве
- Dendryphantes barguzinensis Danilov, 1997 — Россия
- Dendryphantes barrosmachadoi Caporiacco, 1955 — Венесуэла
- Dendryphantes biankii Prószyński, 1979 — Россия, Монголия, Китай
- Dendryphantes bisquinquepunctatus Taczanowski, 1878 — Перу
- Dendryphantes calus Chamberlin, 1916 — Перу
- Dendryphantes caporiaccoi Roewer, 1951 — Каракорум (город)
- Dendryphantes centromaculatus Taczanowski, 1878 — Перу
- Dendryphantes chuldensis Prószyński, 1982 — Монголия
- Dendryphantes coccineocinctus Caporiacco, 1954 — Французская Гвинея
- Dendryphantes comatus Karsch, 1880 — Сирия
- Dendryphantes czekanowskii Prószyński, 1979 — Россия
- Dendryphantes darchan Logunov, 1993 — Монголия
- Dendryphantes duodecempunctatus Mello-Leitão, 1943 — Аргентина
- Dendryphantes fulvipes (Mello-Leitão, 1943) — Чили
- Dendryphantes fulviventris (Lucas, 1846) — Алжир
- Dendryphantes fusconotatus (Grube, 1861) — Россия, Монголия, Китай
- Dendryphantes hararensis Wesolowska & Cumming, 2008 — Зимбабве
- Dendryphantes hastatus (Clerck, 1757) — Палеарктика
- Dendryphantes hewitti Lessert, 1925 — Восточная Африка
- Dendryphantes honestus (C. L. Koch, 1846) — Бразилия
- Dendryphantes lanipes C. L. Koch, 1846 — Италия
- Dendryphantes lepidus (Peckham & Peckham, 1901) — Бразилия
- Dendryphantes linzhiensis Hu, 2001 — Китай
- Dendryphantes madrynensis Mello-Leitão, 1940 — Аргентина
- Dendryphantes melanomerus Chamberlin, 1924 — Мексика
- Dendryphantes mendicus (C. L. Koch, 1846) — Вест-Индия
- Dendryphantes modestus (Mello-Leitão, 1941) — Аргентина
- Dendryphantes mordax (C. L. Koch, 1846) — Уругвай, Аргентина
- Dendryphantes nicator Wesolowska & van Harten, 1994 — Йемен
- Dendryphantes nigromaculatus (Keyserling, 1885) — США
- Dendryphantes niveornatus Mello-Leitão, 1936 — Чили
- Dendryphantes nobilis (C. L. Koch, 1846) — Южная Америка
- Dendryphantes ovchinnikovi Logunov & Marusik, 1994 — Казахстан, Киргизстан
- Dendryphantes patagonicus Simon, 1905 — Аргентина
- Dendryphantes potanini Logunov, 1993 — Китай
- Dendryphantes praeposterus Denis, 1958 — Афганистан
- Dendryphantes pseudochuldensis Peng, Xie & Kim, 1994 — Китай
- Dendryphantes pugnax (C. L. Koch, 1846) — Мексика
- Dendryphantes purcelli Peckham & Peckham, 1903 — Остров Святой Елены, Южная Африка
- Dendryphantes quaesitus Wesolowska & van Harten, 1994 — Йемен
- Dendryphantes rafalskii Wesolowska, 2000 — Зимбабве
- Dendryphantes ravidus (Simon, 1868) — Польша, Литва, Россия
- Dendryphantes reimoseri Roewer, 1951 — Бразилия
- Dendryphantes rudis Sundevall, 1833) — Палеарктика
- Dendryphantes sacci Simon, 1886 — Боливия
- Dendryphantes schultzei Simon, 1910 — Намиб
- Dendryphantes secretus Wesolowska, 1995 — Казахстан
- Dendryphantes seriatus Taczanowski, 1878 — Перу
- Dendryphantes sexguttatus (Mello-Leitão, 1945) — Аргентина
- Dendryphantes spinosissimus Caporiacco, 1954 — Французская Гвинея
- Dendryphantes strenuus (C. L. Koch, 1846) — Мексика
- Dendryphantes tuvinensis Logunov, 1991 — Россия, Казахстан, Монголия
- Dendryphantes yadongensis Hu, 2001 — Китай
- Dendryphantes zygoballoides Chamberlin, 1924 — Мексика